# 寿仙院 (台東区)
壽仙院（じゅせんいん）は、東京都台東区にある日蓮宗の寺院。

## 歴史
1603年（慶長8年）、日経によって開山された。日経が創建した常楽寺の塔頭「仙林坊」として創建された。しかし日経は1608年（慶長13年）の慶長宗論に敗れ、罰として常楽寺とともに廃寺に追い込まれた。
1657年（明暦3年）の明暦の大火の後、こっそりと再興していた。その後発覚することになるが、寺社奉行の図らいにより、改称することを条件に不問に付することになった。そこで常楽寺は「慶印寺」に、仙林坊は「壽仙院」に改称した。
1921年（大正10年）、もう一つの塔頭「寛受院」とともに慶印寺に合併・移転する計画があったが、当院住職が反対したため、当院のみが残ることになった。ちなみに慶印寺は、元の常楽寺に改称し、東京都新宿区に現存している。
当院は長らく顕本法華宗の法統であったが、1941年（昭和16年）の三派合同により日蓮宗となった。戦後も日蓮宗に残留している。

## 交通アクセス
- つくばエクスプレス浅草駅より徒歩約5分（経路案内）。